# José Manuel Matheo Luaces
José Manuel Matheo Luaces (Parla, c. 1941-Leganés, 20 de octubre de 2003) fue un farmacéutico y político español. Durante su etapa pública fue alcalde de Leganés (1976-1979) y gobernador civil de Lugo (1980-1982).

## Biografía
Criado en la ciudad madrileña de Parla, era graduado social y antes de dedicarse a la política trabajaba como farmacéutico en Leganés.
Durante la Transición española, Matheo Luaces fue alcalde de Leganés entre 1976 y 1979, siendo votado por los concejales de la corporación al haberse presentado más de un candidato. El nuevo regidor tuvo que afrontar la transformación urbanística de la villa, por aquel entonces considerada una «ciudad dormitorio» de Madrid y sin apenas dotaciones. Durante su mandato se construyeron dos carreteras para unir Leganés con el barrio de La Fortuna y con Carabanchel Alto, además del nuevo barrio de Los Frailes. También se hizo una segunda vía de tren en la estación de Leganés, lo cual permitió su integración futura en Cercanías Madrid.
El dirigente se presentó a la reelección en las municipales de 1979, esta vez por sufragio universal, bajo las siglas de Unión de Centro Democrático, pero fue derrotado por el socialista Ramón Espinar Gallego. Durante unos meses estuvo ejerciendo como concejal y diputado provincial hasta que Juan José Rosón, en aquella época ministro de Interior, volvió a confiarle un cargo de responsabilidad, esta vez como gobernador civil de la provincia de Lugo entre 1980 y 1982.
Apartado de la política desde finales de 1982, regresó a Leganés para trabajar como farmacéutico y durante un tiempo lo compaginó con la vicetesorería del Colegio Oficial de Farmacéuticos de Madrid, del que fue un destacado miembro.
Falleció a los 62 años en el Hospital Severo Ochoa de Leganés por una enfermedad cardíaca. En memoria, la ciudad puso su nombre a la plaza mayor del barrio de Arroyo Culebro.